# 33569 Nikhilgopal
33569 Nikhilgopal è un asteroide della fascia principale. Scoperto nel 1999, presenta un'orbita caratterizzata da un semiasse maggiore pari a 2,3247323 UA e da un'eccentricità di 0,1095033, inclinata di 3,85166° rispetto all'eclittica.